# Universitat Rutgers
Rutgers, la Universitat Estatal de Nova Jersey (normalment coneguda com la Universitat Rutgers), és la institució més gran d'educació superior a Nova Jersey (Estats Units), amb seu a New Brunswick.
El Consell va ser constituït originalment com el Queen's College en 1766 i és la vuitena universitat més antiga en els Estats Units. Rutgers va ser originalment una universitat privada afiliada a l'Església Reformada neerlandesa que admetia només estudiants homes; posteriorment va evolucionar i actualment és una universitat pública no sectària, mixta i de recerca que no manté exigències religioses sobre els seus alumnes. Rutgers és una de les dues úniques universitats colonials que després es van reconvertir en les universitats públiques (l'altra és el College of William and Mary). El seu nom ret homenatge al coronel Henry Rutgers.
Rutgers va ser designada la Universitat Estatal de Nova Jersey per actes de la legislatura de Nova Jersey el 1945 i 1956. Els tres campus de Rutgers estan a New Brunswick i Piscataway, Newark i Camden. El campus de Newark era anteriorment la Universitat de Newark, que es va fusionar amb Rutgers el 1946, i el campus de Camden va ser creat el 1950 pel Col·legi de South Jersey. Rutgers és la universitat més gran en el sistema educatiu universitari de l'estat de Nova Jersey, i va ocupar el lloc número 54 en una enquesta de 2008 realitzada per l'Institut d'Educació Superior de la Universitat Jiao Tong de Xangai entre el món acadèmic. La universitat ofereix més de 100 llicenciatures diferents, cent màsters i vuitanta programes de doctorat i professionals a través de 175 departaments acadèmics i 29 escoles i col·legis, 16 dels quals ofereixen programes d'estudis de postgrau.